# Linhas telefônicas de arame farpado
Linhas telefônicas de arame farpado foram redes locais criadas nos Estados Unidos rural ao fim do século XIX e começo do XX.
Em algumas comunidades isoladas de fazendeiros, não havia custo-benefício para as corporações investirem em infraestrutura telefônica. Então, a extensão já existente de cercas de arame farpado chegou a ser usada para transmitir sinais elétricos e conectar telefones em fazendas vizinhas.
Em 1902, o The New York Times reportou que rancheiros de Montana estavam inaugurando uma central telefônica em Fort Benton, com o objetivo de eventualmente conectar todas as cidades do estado. O propósito principal de tais redes era transmitir informações sobre condições climáticas e horários de trens.